# Castelul de vânătoare Zichy

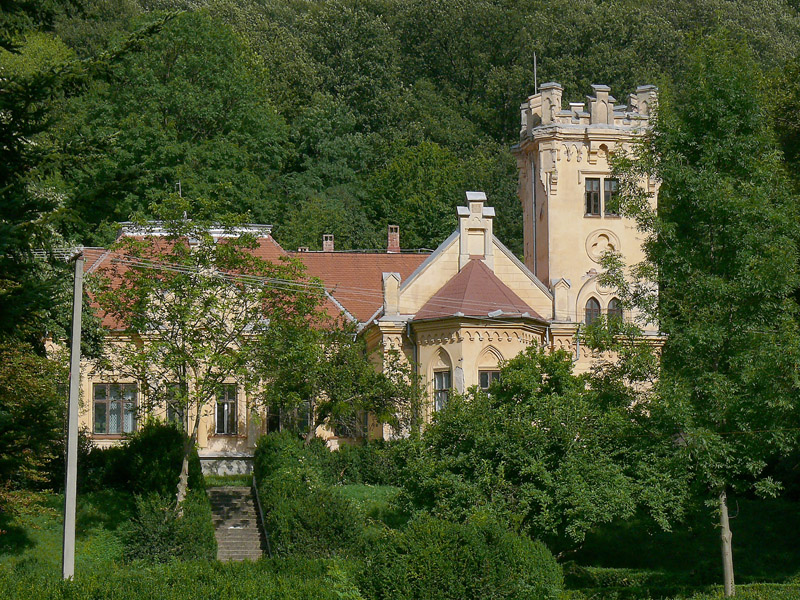
Castelul de la Gheghie

Castelul de vânătoare Zichy din Gheghie a fost ridicat de un grof din familia de nobili maghiari Zichy. Următorul proprietar a fost un întreprinzător din Muntenia, boierul Mateescu. După moartea acestuia, castelul din Bihor a fost naționalizat de regimul comunist, iar clădirea a rămas o vreme în paragină, parcul cu castani din juru-i devenind inutilizabil. Din 1956, castelul  funcționează ca sanatoriu pentru bolnavii de TBC. În prezent se  soluționează cererea de revendicare a urmașilor ultimului proprietar.
Castelul este înregistrat pe lista monumentelor istorice din județul Bihor cu codul  BH-II-m-B-01151.